# Stazione meteorologica dell'Isola delle Femmine
La stazione meteorologica dell'Isola delle Femmine è la stazione meteorologica di riferimento relativa all'isola delle Femmine.

## Medie climatiche ufficiali

### Dati climatologici 1960-1996
In base alla media di riferimento (1960-1996), la temperatura media del mese più freddo, gennaio, si attesta a +14,0 °C; quella del mese più caldo, agosto, è di +27,4 °C.
| Isola delle Femmine (1960-1996) | Mesi | Mesi | Mesi | Mesi | Mesi | Mesi | Mesi | Mesi | Mesi | Mesi | Mesi | Mesi | Stagioni | Stagioni | Stagioni | Stagioni | Anno |
| Isola delle Femmine (1960-1996) | Gen  | Feb  | Mar  | Apr  | Mag  | Giu  | Lug  | Ago  | Set  | Ott  | Nov  | Dic  | Inv      | Pri      | Est      | Aut      | Anno |
| ------------------------------- | ---- | ---- | ---- | ---- | ---- | ---- | ---- | ---- | ---- | ---- | ---- | ---- | -------- | -------- | -------- | -------- | ---- |
| T. max. media (°C)              | 17,7 | 18,2 | 19,8 | 22,3 | 25,9 | 29,2 | 31,8 | 31,9 | 29,5 | 26,2 | 22,0 | 18,9 | 18,3     | 22,7     | 31,0     | 25,9     | 24,5 |
| T. min. media (°C)              | 10,3 | 10,2 | 11,3 | 13,6 | 16,6 | 20,3 | 22,5 | 22,9 | 20,7 | 17,8 | 14,1 | 11,6 | 10,7     | 13,8     | 21,9     | 17,5     | 16,0 |

## Valori estremi

### Temperature estreme mensili dal 1960 al 1996
Nella tabella sottostante sono riportate le temperature massime e minime assolute mensili, stagionali ed annuali dal 1960 al 1996, con il relativo anno in cui si queste si sono registrate. La massima assoluta del periodo esaminato di +42,0 °C risale all'agosto 1965, mentre la minima assoluta di +1,0 °C è del dicembre 1961.
| Isola delle Femmine (1960-1996) | Mesi        | Mesi        | Mesi        | Mesi        | Mesi        | Mesi        | Mesi        | Mesi               | Mesi        | Mesi        | Mesi        | Mesi        | Stagioni | Stagioni | Stagioni | Stagioni | Anno |
| Isola delle Femmine (1960-1996) | Gen         | Feb         | Mar         | Apr         | Mag         | Giu         | Lug         | Ago                | Set         | Ott         | Nov         | Dic         | Inv      | Pri      | Est      | Aut      | Anno |
| ------------------------------- | ----------- | ----------- | ----------- | ----------- | ----------- | ----------- | ----------- | ------------------ | ----------- | ----------- | ----------- | ----------- | -------- | -------- | -------- | -------- | ---- |
| T. max. assoluta (°C)           | 28,0 (1977) | 28,8 (1978) | 33,3 (1991) | 34,8 (1985) | 38,2 (1988) | 40,6 (1982) | 41,2 (1965) | 42,0 (1965)        | 39,2 (1988) | 38,2 (1990) | 31,8 (1968) | 28,0 (1981) | 28,8     | 38,2     | 42,0     | 39,2     | 42,0 |
| T. min. assoluta (°C)           | 1,4 (1962)  | 2,0 (1965)  | 3,2 (1968)  | 5,8 (1967)  | 8,6 (1967)  | 12,2 (1971) | 15,6 (1971) | 16,5 (1970 e 1972) | 12,2 (1971) | 9,5 (1978)  | 6,2 (1966)  | 1,0 (1961)  | 1,0      | 3,2      | 12,2     | 6,2      | 1,0  |